# Paradise (Terra Nova e Labrador)
Paradise é uma pequena cidade localizada na Península de Avalon, na província canadense de Terra Nova e Labrador. De acordo com o censo canadense de 2016 a cidade tinha uma população de 21.389 habitantes.